# RAW (bildformat)
RAW är ett bildformat som består av minimalt förändrad digital information från en bildsensor hos en digital stillbildskamera, en digital filmkamera, en bildskanner eller en filmskanner. Raw betyder rå på engelska och formatet kallas därför oftast för råformat på svenska. Namnet kommer från att bildfiler i RAW-format inte är bearbetade och därför inte redo för att skrivas ut direkt eller för att redigeras i en bildbehandlare. Normalt sett bearbetas bilden av en RAW-konverterare i en intern färgrymd i kameran med bred-gamut där exakta justeringar kan göras innan konvertering till ett ”positivt” filformat som TIFF, PNG eller JPEG för lagring, utskrift, eller vidare manipulation, vilket oftast kodar bilden i en enhetsberoende färgrymd. Dessa bilder beskrivs oftast som ”RAW-bildfiler”, trots att det egentligen inte finns ett enda RAW-filformat. Det finns ett dussintal om inte ett hundratal sådana filformat som används av olika modeller av digital utrustning (som kameror och filmskannrar).
RAW-bildfiler kallas ibland för digitala negativ, i och med att de fyller samma roll som negativen vid filmfotografering. Det vill säga, negativet är inte direkt användbart som bild, men det innehåller all information som krävs för att skapa en bild. När man konverterar en RAW-bildfil till ett filformat som går att se i ett bildvisningsprogram, kallar man det därför ibland för framkallning av RAW-bilden, i likhet med att framkalla fotofilm. Detta är helt i analogi med processen som krävs vid fotoframkallning där man konverterar fotofilm till synliga utskrifter.
Liksom ett filmnegativ, kan en bild i bildformatet RAW ha ett bredare dynamiskt omfång eller färg-gamut än bilden i det slutliga bildformatet, och det mesta av informationen hos den fångade bilden i RAW-format bibehålls. Syftet med bildformatet RAW är att, med minimal förlust, lagra den information som har fångats av sensorn, tillsammans med förhållanden som gällde vid fotograferingstillfället (till exempel metadata).
Detta gör att man i efterhand kan göra noggrannare inställningar än om man under fotografering måste ta snabba beslut. I bildformatet JPEG måste man istället ta besluten på en gång i och med att den andra informationen kastas bort av lagringsutrymmesskäl. 
Alla digitala systemkameror och även vissa digitala kompaktkameror kan spara bilder i RAW-format. Normalt använder kameror ett destruktivt/förstörande komprimerande format som JPEG för att spara bilder, eftersom detta innebär att filstorleken ofta blir 80 till 90 % mindre. Priset man betalar är dock en liten kvalitetsförlust som under normala förhållanden inte är synligt för ögat. En bild sparad i RAW är dock ej komprimerad vilket kan vara användbart vid situationer i professionell fotografi där man vill undvika bildkvalitetsförlust helt. Dock använder vissa råformat förlustfri/icke-förstörande komprimering för att hålla nere filstorleken.
Kameror med stöd för råformat sparar inställningar som vitbalans, färgmättnad, kontrast och skärpa, vilka antingen valts av fotografen eller bestämts automatiskt vid fotograferingen, tillsammans med bildinformationen. Råformaten är ofta tillverkarspecifika och kräver särskild programvara eller ett insticksprogram för att visa och redigera bilderna. Några bildredigeringsprogram som används för att öppna RAW-bildfiler är Gimp och Adobe Photoshop. I och med att de flesta tillverkare har olika filformat och dessutom viss skillnad mellan sina kameramodeller, måste råkonverteringsprogrammen (som finns i exempelvis Adobe Photoshop) uppdateras för varje ny kameramodell. Adobe har försökt lösa det här problemet med ett universiellt öppet format, DNG, men de stora tillverkarna som Nikon, Canon och Sony håller fortfarande fast vid sina egna format. Om man vill vara säker på att ha sina viktiga bilder läsbara för framtiden, exempelvis för sina barn, får man lagra en JPEG-kopia, eftersom man inte vet om det aktuella RAW-formatet är läsbart i framtida datasystem.